# تشاونسي دبليو. ريد
تشاونسي دبليو. ريد هو محامي وسياسي أمريكي، ولد في 2 يونيو 1890 في ويست شيكاغو في الولايات المتحدة، وتوفي في 9 فبراير 1956 في بيثيسدا في الولايات المتحدة. نشط حزبياً في الحزب الجمهوري.

## مناصب
- انتخب رئيس مجلس الإدارة (1926 – 1934).
- انتخب المدعي العام للدولة (1920 – 1935).
- انتخب أمين الخزينة (1913 – 1914).
- انتخب عضو مجلس النواب الأمريكي [الإنجليزية]‏.